# アブドゥッラシード・ハン2世
アブドゥッラシード・ハン2世（ウイグル語: ئابدۇررەشىدخانت II, ラテン文字転写: Abdurashid Khan II, ? - 1697年以降）は、ヤルカンド・ハン国のハン（在位：1680年 - 1682年）。

## 生涯
トルファン（現在の高昌区）の総督であったバーバー・ハンの長男で、アブドラッラヒームの孫、イスマーイールの甥にあたる。ジュンガルのガルダン・ハーンに1679年にハミ（現在の伊州区）とトルファンを、1680年にカシュガルとヤルカンドを占領されると、伯父のイスマーイールは捕虜となってイリに連行され、チャガタイ家の成員で残っていたアブドゥッラシードがガルダンとそれを引き込んだアーファーキーヤのアファーク・ホージャ（ヒダーヤット・アッラー）によってヤルカンドのハンに擁立された。
しかしジュンガルの傀儡国家となったヤルカンド・ハン国において、アブドゥッラシードはヤルカンドで実権を握っていたアファーク・ホージャとすぐに衝突し、これが原因となって1682年にヤルカンドで暴動が発生した。アブドゥッラシードもまたジュンガルの捕らえられてイリに連行され、弟のムハンマド・アミーンがジュンガルによって新たな君主に擁立された。
1696年、アブドゥッラシードはジュンガルを打ち破った清軍によって救出されて取り調べを受け、敗走したガルダンに関する情報を提供した。ガルダンの死後、アブドゥッラシードは康熙帝よりガルダン追跡に協力した褒賞として故郷に帰ることを許されたが、その子は事実上の人質として北京に留められた。